# مینووانگامووا
مینووانگامووا (به لاتین: Minuwangamuwa) یک منطقهٔ مسکونی در سری‌لانکا است که در استان مرکزی (سری‌لانکا) واقع شده‌است.